# Herschel Evans
Herschel Evans fue un saxofonista y clarinetista de jazz, nacido en Denton, Texas, en 1909, y fallecido en Nueva York, el 9 de febrero de 1939.

## Historial
En los años 1920 tocó con diversas formaciones de ámbito local en Texas, trasladándose en 1929 a Kansas City, donde tocó en las big bands de Bennie Moten, Hot Lips Page y el pianista Dave Peyton (1885 - 1955), hasta 1935. Después, en California, permaneció un tiempo con Lionel Hampton y Buck Clayton, antes de entrar en la banda de Count Basie (1936), con quien permaneció hasta su fallecimiento.
En la banda de Basie, Evans adquirió un papel notorio con la contraposición de su sonido cálido y opulento con el de su compañero tenorista Lester Young. A pesar de su breve carrera, Evans tuvo una notable influencia en saxofonistas como Guy Lafitte y Don Byas (1912 - 1972).